# Jom hašoa
Jom hazikaron lašoa velagvura (hebr. יום הזיכרון לשואה ולגבורה — Dan sjećanja na Holokaust i heroizam), kolokvijalno u Izraelu i van njega kao Jom hašoa, obežava se kao izraelski dan komemoracije za oko šest miliona Jevreja koji su stradali u Holokaustu zbog akcija koje je sprovodila Nacistička Njemačka sa svojim saradnicama i za jevrejski otpor u tom periodu. U Izraelu je ovaj dan nacionalni i državni praznik. Održava se 27. nisana (aprila/maja). U drugim zemljama postoje različiti komemorativni dani.

## Počeci
Jom hašoa bio je inauguriran 1951. godine i ugrađen u zakon koji je potpisao premijer Izraela David Ben-Gurion i predsednik Izraela Jichak Ben-Zvi.
Originalni predlog stavljao je Jom hašoa 14. nisana, na godišnjicu ustanka u Varšavskom getu (19. aprila 1943), ali je to bilo problematično jer 14. nisana sledi odmah nakon Pesaha. Datum je zato pomaknut na 27. nisana što je osam dana pre Jom hacmauta ili izraelskog Dana nezavisnosti.
Dok ortodoksni Jevreji komemoriraju Holokaust na Jom hašoi, ostali u ortodoksnoj zajednici—posebno haredimskoj, uključujući hasidimsku—prisjećaju se žrtava Holokausta na dane tugovanja koje su proglasili rabini prije Holokausta kao što su Tiš'a be-av leti i Desetog teveta zimi, jer se u jevrejskoj tradiciji mjesec nisan smatra radosnim mjesecom asociranim s Pesahom i mesijskim otkupljenjem. Ismar Schorsch, bivši kancelar konzervativnog judaističkog Jevrejskog teološkog seminara Amerike tvrdi da bi komemoracija Holokausta trebalo da se obeležava na Tiša beav.
Većina jevrejskih zajednica održava svečanu ceremoniju na ovaj dan, no ne postoji institucionalizirani ritual koji su prihvatili svi Jevreji. Obično se tada pale memorijalne svijeće i recituje Kadiš, molitva za preminule. Pokret Masorti (konzervativni judaizam) u Izraelu stvorio je Megilat hašoa, svitak i liturgijsko čitanje za Jom hašou, zajednički projekt jevrejskih vođa u Izraelu, Sjedinjenim Državama i Kanadi. Sofer Marc Michaels pretvorio je potom knjižicu u košerni svitak za čitanje u zajednici a zatim u tikun—kopirani vodič za pisare—'Tikun megilat hašoa'. Konzervativni rabin David Golinkin napisao je 1984. godine članak u časopisu Conservative Judaism predlažući program razmatranja praznika, uključujući post.

## Obeležavanje

### U Izraelu
Jom hašoa u Izraelu počinje u suton s državnom ceremonijom koja se održava na Trgu Varšavskog geta kraj Jad vašema, spomenika herojima i mučenicima Holokausta, u Jerusalemu. Tokom ceremonije nacionalna zastava se spušta na pola koplja, predsednik i premijer drže govore, osobe koje su preživjele Holokaust pale šest baklji koje simboliziraju približno šest miliona Jevreja poginulih u Holokaustu, a glavni rabini recituju molitve.
U 10 sati ujutro na Jom hašou čuju se sirene u celom Izraelu dva minura. Ljudi prestaju s radom i stoje u stavu mirno; automobili se zaustavljaju, čak i na auto-putevima a čitava zemlja zastaje dok ljudi odaju tihu počast umrlima.
Na Jom hašou održavaju se ceremonije i službe u školama, vojnim bazama i ostalim javnim i zajedničkim organizacijama.
Tokom večeri kojom započinje Jom hašoa i čitavog sledećeg dana po zakonu su zatvorena sva mjesta javnog okupljanja. Izraelska televizija emituje dokumentarce o Holokaustu i rasprave na temu Holokausta, a na radiju je ozbiljna muzika. Zastave na javnim zgradama su na pola koplja.
Obeležavanje dana pomera se unatrag na prethodni četvrtak, ako 27. nisana padne u petak (kao 2008) odnosno na sledeći dan, ako 27. nisana padne u nedjelju (radi izbjegavanja blizine jevrejskog šabata). Fiksni jevrejski kalendar osigurava da 27. nisana ne padne u nedjelju.

### Van Izraela
Jevreji u dijaspori koji obeležavaju Jom hašou to rade u sinagogi kao i u široj jevrejskoj zajednici. Komemoracije imaju raspon od sinagognih službi do komunalnih bdijenja i edukativnih programa. Mnogo jom hašoanskih programa sadrži govor osobe koja je preživjela Holokaust ili njezinog direktnog potomka, recitate prigodnih psalama, pesama i čitanja ili gledanje filma s temom Holokausta. Neke zajednice odaberu isticanje veličine gubitka koji su Jevreji iskusili u Holokaustu tako što čitaju imena žrtava Holokausta jedno za drugim, dramatizujući ideju o šest miliona smrti. Mnoge jevrejske škole takođe održavaju edukativne programe vezane uz Holokaust na Jom hašou.
Takođe tokom toga dana deseci hiljada izraelskih srednjoškolaca i hiljade Jevreja i nejevreja širom sveta vrše memorijalnu službu u Aušvicu koja je postala poznata kao „Marš živih“ u inat marševima smrti tokom Holokausta. Ovo zbivanje podržava izraelsko Ministarstvo obrazovanja i Konferencija o tvrdnjama Holokausta, te se smatra važnim delom školskog obrazovanja – kulminacije nekoliko meseci učenja o Drugom svjetskom ratu i Holokaustu.

## Spoljašnje veze
- Jom hašoa u izraelskom Knessetu (na engleskom)
- Jom hašoa u izraelskom Knessetu (na hebrejskom)
- The Forum for Yom HaShoah (UK) Архивирано на веб-сајту  (7. март 2022)
- Memorijalni dan Holokausta (Jom hašoa) na Jewish Virtual Library
- 27. nisana kao standardni datumi na HebCal
- United States Holocaust Memorial Museum – Dani sjećanja 2010.
- Moshe Yaalon, Dan sjećanja na Holokaust[мртва веза] travanj 2007.